# Caimauc
Caimauc (Kaimauk) ist ein osttimoresischer Suco im Verwaltungsamt Turiscai (Gemeinde Manufahi).

## Geographie
Der Suco liegt im Nordwesten des Verwaltungsamts Turiscai. Im Süden befindet sich der Suco Manumera und im Südosten der Suco Liurai. Im Nordosten grenzt Caimauc an das Verwaltungsamt Lequidoe (Gemeinde Aileu) mit seinen Sucos Bereleu und Faturilau. Im Westen und Nordwesten liegt das Verwaltungsamt Maubisse (Gemeinde Ainaro) mit seinem Suco Maulau. Ein Quellfluss des Nördlichen Laclós fließt entlang der Grenze zu Maulau. Caimauc hat eine Fläche von 21,20 km², die sich aufteilt in die fünf Aldeias Bussacoa, Fohua, Lemano, Railete und Risso.
Die größeren Siedlungen des Sucos liegen im Süden des Sucos in einer Meereshöhe deutlich über 1000 m. Am nördlichsten liegt Railete. Nah Turiscai, dem Hauptort des Verwaltungsamts im Suco Manumera, liegen die Siedlungen Lemano, Risso, Bussacoa (Bucacoa, Butacoa) und Fohua. Schulen und medizinische Versorgung gibt es im Suco nicht. Die nächstgelegenen Einrichtungen befinden sich im benachbarten Ort Turiscai. Der Suco ist zudem verkehrstechnisch schlecht an die Außenwelt angebunden. Für die Parlamentswahlen in Osttimor 2007 mussten die Wahlurnen per Hubschrauber zum Wahllokal im Sitz der Sucoverwaltung gebracht und wieder abgeholt werden.
Auf dem Foho Orana, einem Berg im Suco Caimauc, soll ein „Haus der Riten“ (Uma Lisan) gebaut werden, zum Gedenken an Francisco Xavier do Amaral, den ersten Präsidenten Osttimors, der in Turiscai geboren wurde.

Bau des Uma Lisans auf dem Foho Orana (2022)
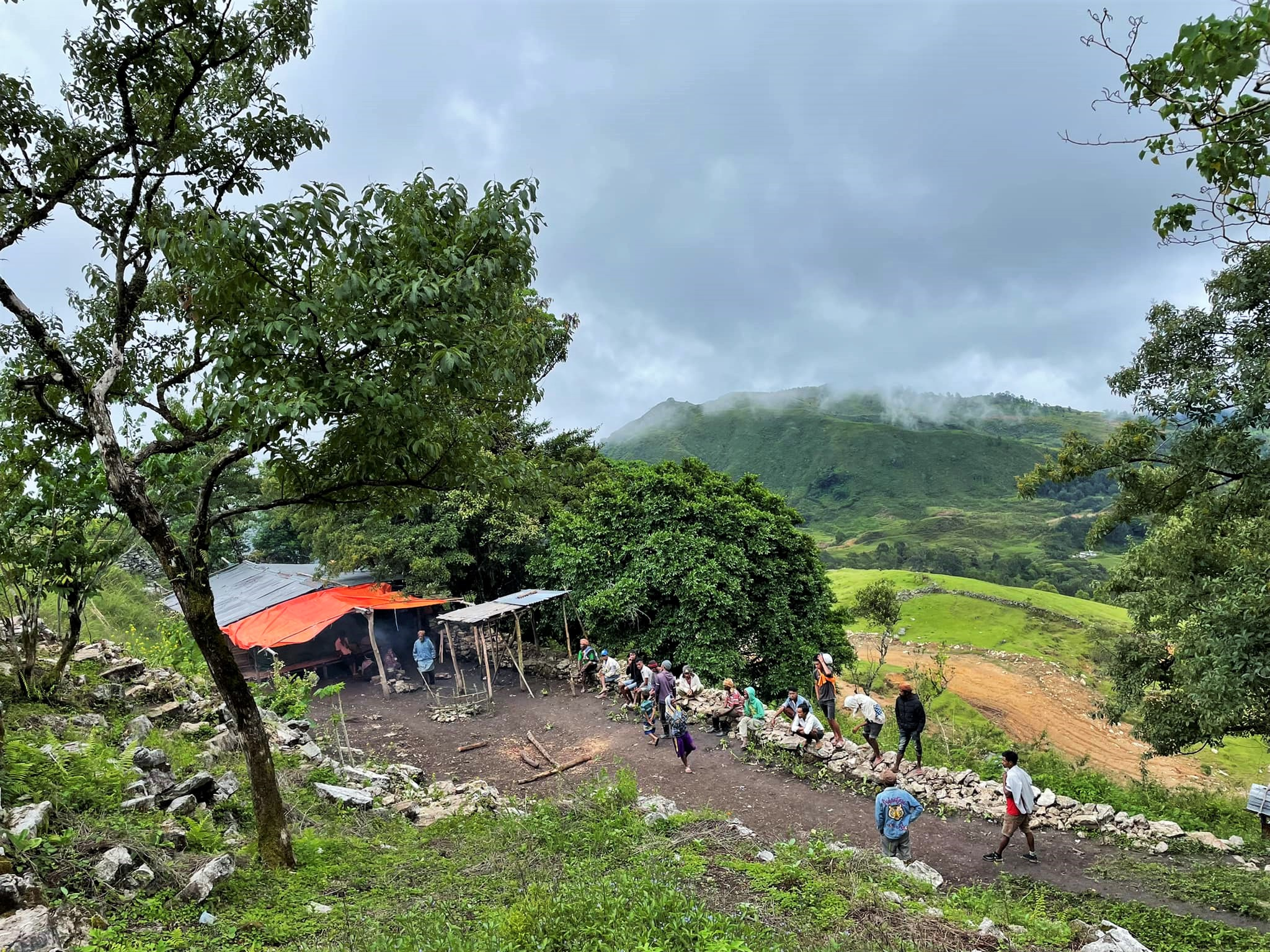
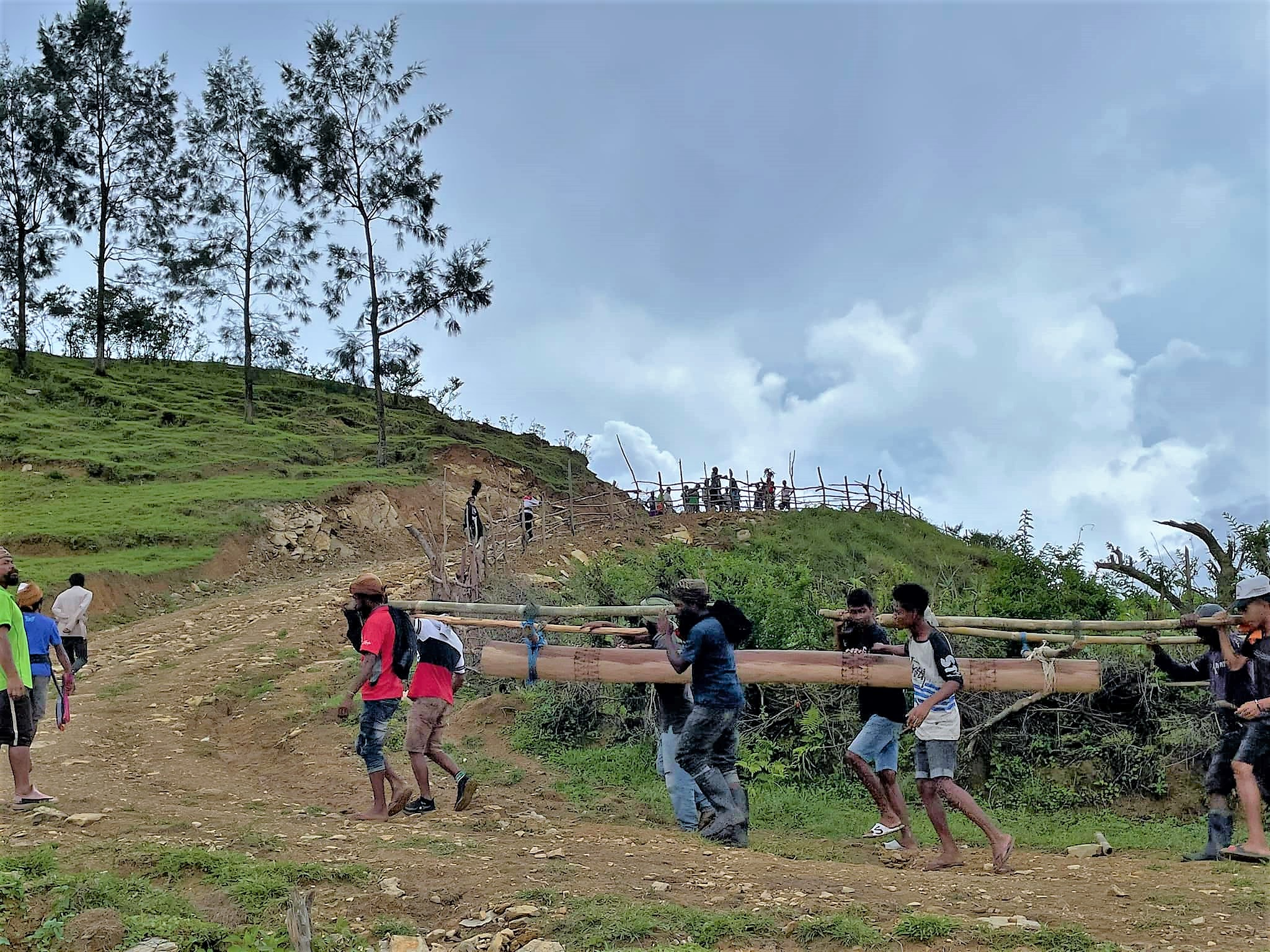
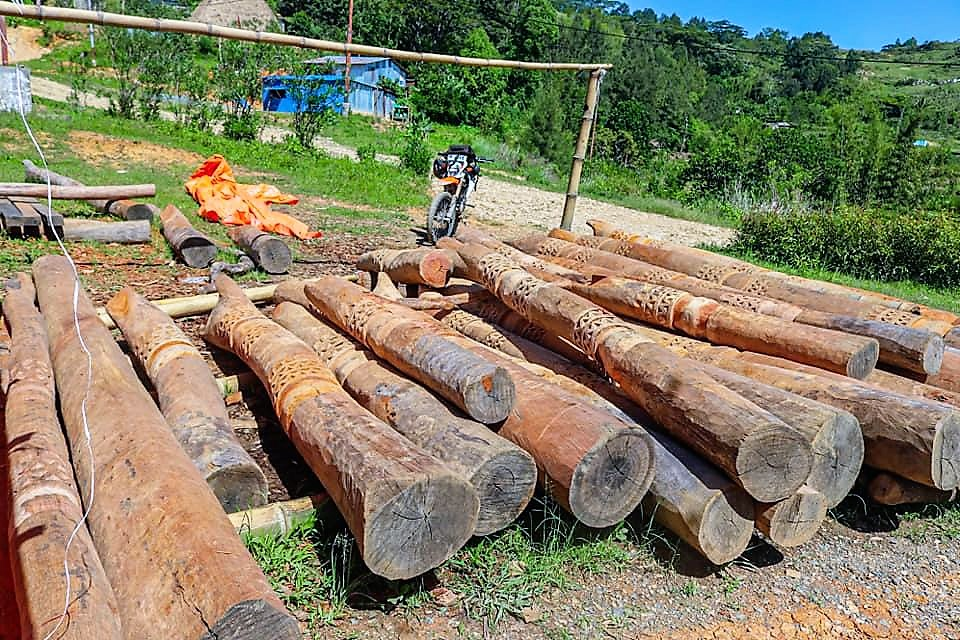
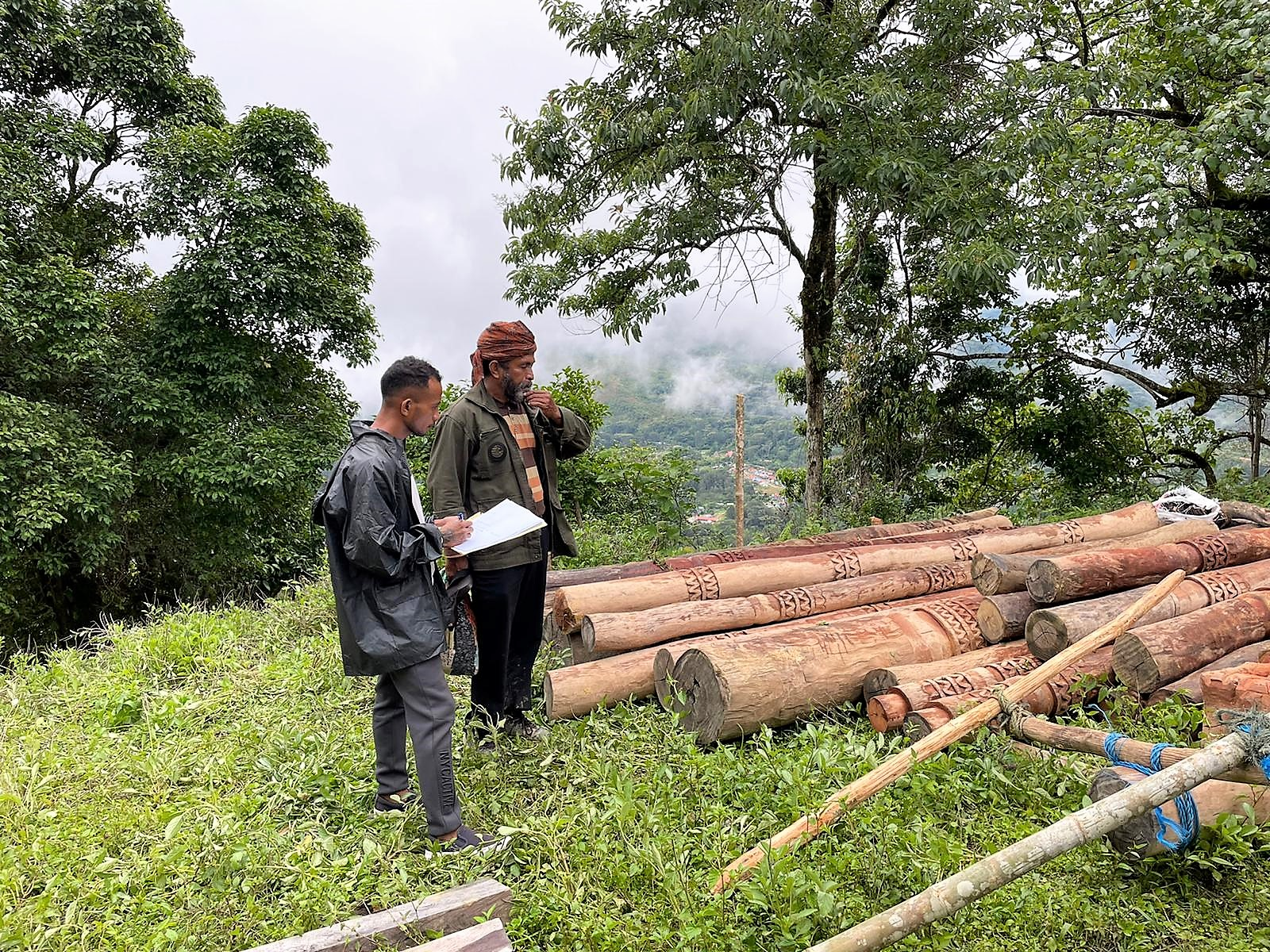
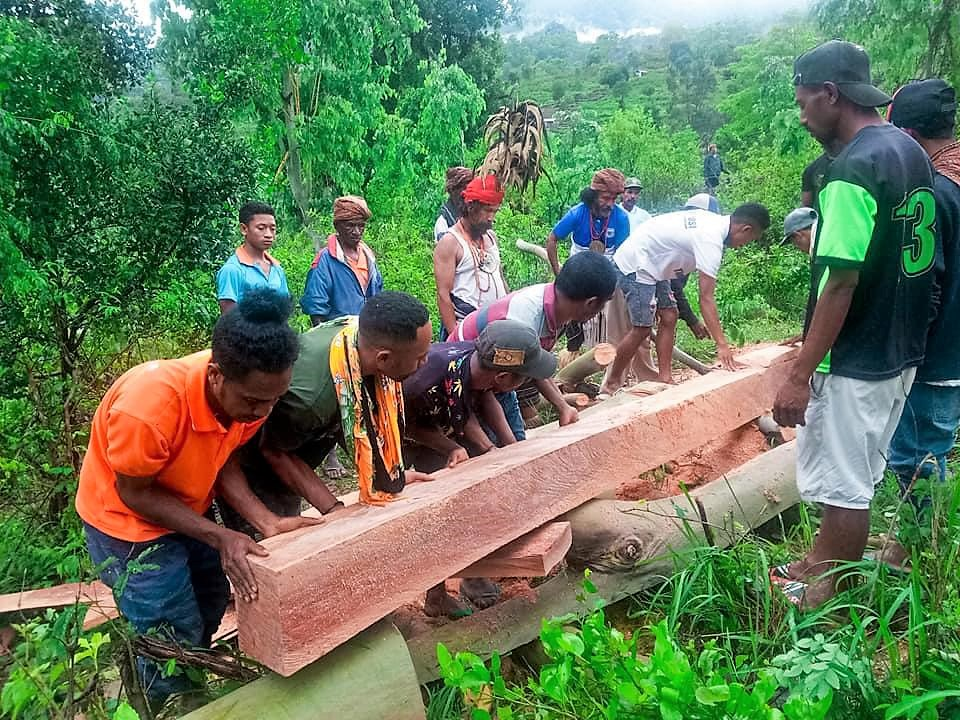
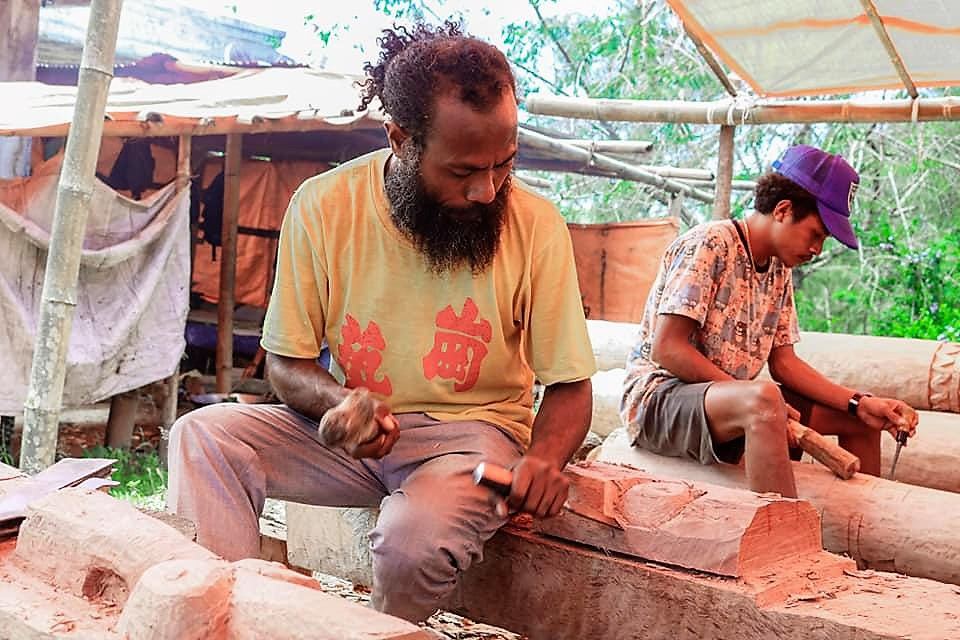

## Einwohner
In Caimauc leben 1.027 Einwohner (2022), davon sind 569 Männer und 458 Frauen. Im Suco gibt es 168 Haushalte. Über 69 % der Einwohner geben Mambai als ihre Muttersprache an. Knapp 31 % sprechen Tetum Prasa.

## Politik
Bei den Wahlen von 2004/2005 wurde Sebastião de Jesus zum Chefe de Suco gewählt. Bei den Wahlen 2009 gewann Pedro Lopes und 2016 Manuel M. Rodrigues.